# 蘇季蒙特
50°14′50″N 27°20′17″E / 50.24722°N 27.33806°E
蘇季蒙特（烏克蘭語：Судимонт），是烏克蘭的村落，位於該國西部赫梅利尼茨基州，由舍佩蒂夫卡區負責管轄，面積0.42平方公里，海拔高度246米，2001年人口138，人口密度每平方公里3,285.71人。